# Dünzelbach 35
Dünzelbach 35 ist ein zweigeschossiges ehemaliges Bauernhaus im Ortsteil Dünzelbach der Gemeinde Moorenweis. Das aus dem letzten Drittel des 19. Jahrhunderts stammende Gebäude mit Greddach ist unter der Nummer D-1-79-138-36 als Denkmalschutzobjekt in der Liste des Bayerischen Landesamtes für Denkmalpflege eingetragen.